# Волчанский городской совет
Волча́нский городско́й сове́т — входит в состав Волчанского района Харьковской области Украины.
Административный центр городского совета находится в городе Волчанск.

## История
- 1917 — дата образования.

## Населённые пункты совета
- город Волчанск
- село Плетеневка